# Ruisseau du Bayle
Le ruisseau du Bayle est une rivière française qui coule dans le département de la Gironde et le département des Landes. C'est un affluent du Ruisseau de Castera donc sous-affluent de la Leyre. 

## Géographie
De 12 km de longueur, le ruisseau du Bayle prend sa source dans les Landes de Gascogne, commune de Saint-Symphorien, dans le département de la Gironde et se jeter en rive droite dans le Ruisseau de Castera à Mano Landes.

## Principaux affluents
Il reçoit qu'un petit affluent répertorier.

## Communes traversées
- Landes : Mano
- Gironde : Saint-Symphorien